# Majaka tänav
La rue du phare (estonien : Majaka tänav) est une rue de Tallinn en Estonie.

## Présentation
La rue Majaka est une rue du quartier de Sikupilli dans l'arrondissement de Lasnamäe.
La rue du phare part de la rue Lasnamäe tänav, croise les rues Pallasti tänav, Sikupilli tänav, Tuulemäe tänav et Majaka põik et se termine à la route Peterburi tee.
La rue Majaka est presque nord-ouest-sud-est et mesure 915 mètres de long.

## Transports
Majaka tänav est empruntée par les lignes de bus n° 39 et 55.
Majaka tänav est aussi desservie par les lignes de tramway n° 1 et 2.

## Lieux et monuments de la rue
| #   | Image | Nom               |
| --- | ----- | ----------------- |
| 2   |       | École de service. |
|     |       |                   |
| 10  |       |                   |
| 28a |       |                   |
| 56  |       |                   |
|     |       |                   |
|     |       |                   |
|     |       |                   |
|     |       | Tram dans Majaka. |